# Van de Graaff-generator

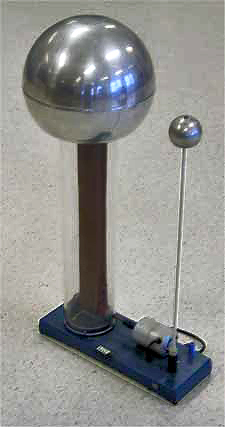
En enkel Van de Graaff-generator av "skolmodell".

Van de Graaff-generatorn eller bandgenerator är en apparat för att bilda statisk elektricitet.

## Funktion

Principskiss
1. Metallklot med positiv laddning
2. Elektrodborste som släpar mot bandet, kopplad till det positiva metallklotet
3. Plastrulle
4. Positivt laddad del av bandet
5. Negativt laddad del av bandet
6. Metallrulle
7. Elektrodborste kopplad till jord
8. Metallklot med negativ laddning
9. Överslagsblixt

När två material som ligger olika högt på den triboelektriska skalan kommer i kontakt med varandra överförs elektroner från det ena till det andra. Detta utnyttjas i Van de Graaf-generatorn där ett band gjort av ett dielekriskt material (som gummi eller silke) löper över två rullar av material som ligger på var sin sida om det material på skalan som bandet är gjort av. Den ena (vanligen övre) rullen är ofta gjord av akrylplast och den andra (vanligen undre) ofta av metall (man kan också ha en rulle som är neutral i förhållande till bandet, men effekten blir då lägre). Vid metallrullen överförs elektroner från bandet till rullen och vid plastrullen överförs elektroner från rullen till bandet. När bandet sätts i rörelse sker härigenom en elektrontransport från plastrullen till metallrullen. Med hjälp av två metallborstar eller spetsar leds elektroner till den övre änden från en metallsfär och från den undre änden till jord, varvid en stor laddning kan byggas upp på sfären eftersom denna fungerar som en Faradays bur (det finns inget motverkande elektriskt fält inne i sfären trots att denna kan vara starkt laddad). I stället för att utnyttja den triboloelektriska effekten kan elektroner även tillföras från en likspänningskälla (denna typ används normalt inte för "laboratoriedemonstrationer", men kan ge högre spänningar och är mindre känslig för hög luftfuktighet). Sfären kan fortsätta laddas upp till dess att laddningsförlusterna (genom koronaurladdningar och läckströmmar) är lika stora som den laddning som tillförs.

## Utveckling
Van de Graaff-generatorn utvecklades av fysikern Robert Van de Graaff och den första visades upp i oktober 1929 vid Princeton University. Den kunde generera en spänning på 80 kilovolt. 1931 byggde han en generator som kunde producera spänningar på över 1 megavolt, vilken var 180 cm hög och hade två metallklot på 60 cm i diameter vardera. Van de Graaff bjöds sedan in till MIT av Karl Taylor Compton, där han byggde en generator i en flygplanshangar med vilken han den 28 november 1933 producerade 7 megavolt. Denna hade två aluminiumsfärer vardera med en diameter på 15 fot (c:a 4,5 m) på 25 fot (nästan 8 m) höga isolatorpelare (dessa stod i sin tur på järnvägsvagnar så totalhöjden var 43 fot, c:a 13 m: som fyravåningshus!).

## Användningsområden

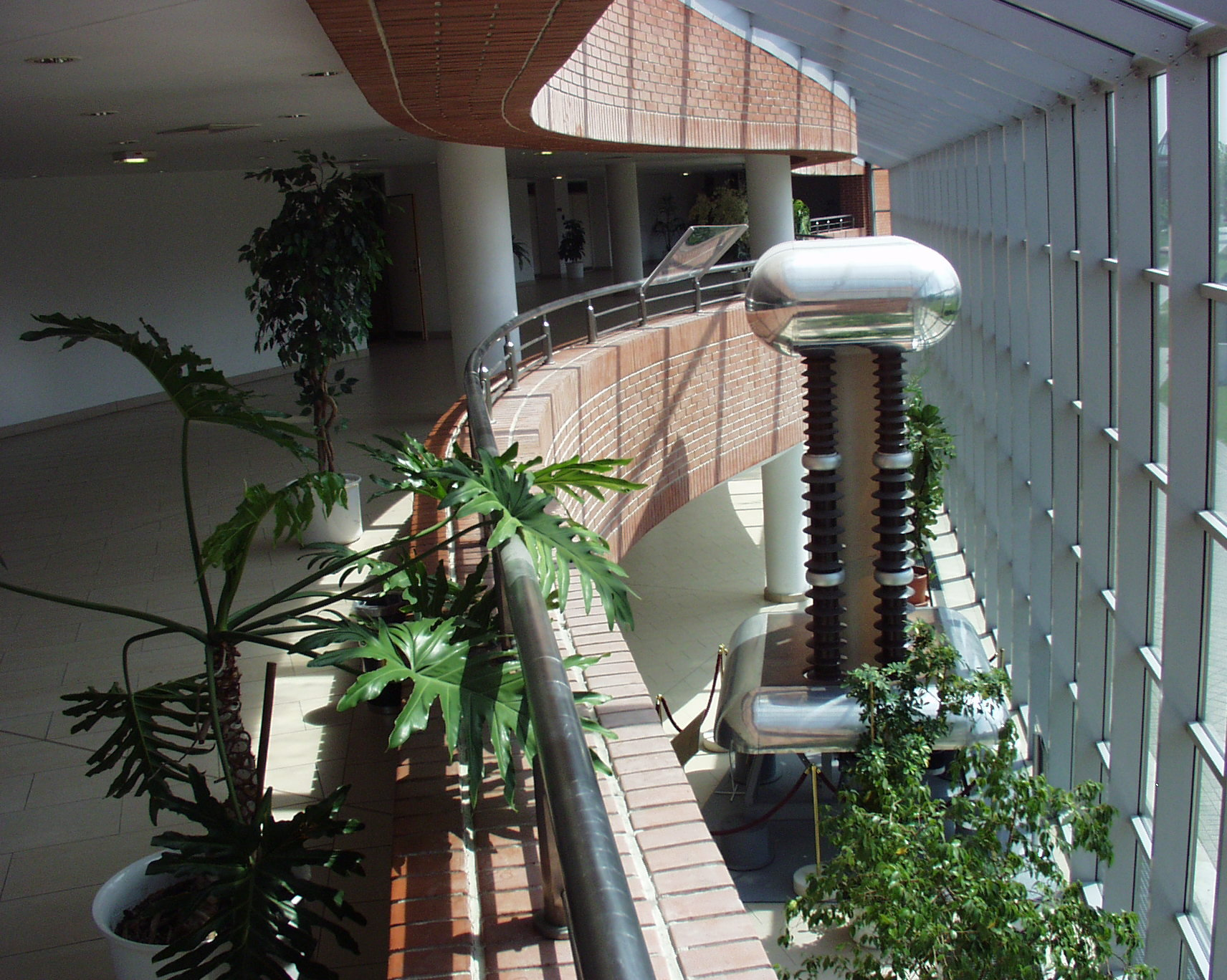
Den Van de Graaff-generator som användes till Ungerns första partikelaccelerator. Den konstruerades av Károly Simonyi och genererade 1 MV 1952.

Generatorn ger möjlighet att göra högspänningsexperiment men med en relativt låg ström. Den är vanlig inom skolfysiken och finns även i modifierade versioner för forskning om till exempel åska och materials isoleringsegenskaper.
De användes speciellt för att skapa högspänning för tidiga partikelacceleratorer.